# Chiesa di San Pietro in Selci
La chiesa di San Pietro in Selci si trova a Volterra, in provincia di Pisa, diocesi di Volterra.

## Storia e descrizione
Edificata nel XII secolo, presenta una facciata barocca con statue in tufo di San Lino e di San Giusto attribuite a Leonardo Ricciarelli (XVI secolo).
Nell'interno a croce latina ad un'unica navata, sono da segnalare una tavola raffigurante Madonna con Bambino e santi del Maestro di Volterra (XV-XVI secolo), due tavole di Niccolò Circignani raffiguranti l'Annunciazione e Santi e la Gloria della Vergine, un altare ligneo cinquecentesco, una tavola raffigurante l'Immacolata Concezione firmata e datata 1573 da Francesco Brina, il cui modello è da cercarsi nello stesso soggetto di Vasari, e uno stucco dipinto raffigurante la Madonna col Bambino entro una mandorla del XIII secolo.